# Cerro de la Majadita
El cerro de la Majadita es un cerro de la provincia de San Juan ubicado en el centro oeste de Argentina.
Su altitud es de 6280 m s. n. m., pertenece a la cordillera de los Andes.